# Michael Michaelsen
Michael Jakob Michaelsen, född 11 april 1899 i Sundby, död 13 augusti 1970 i Frederiksberg, var en dansk boxare.
Michaelsen blev olympisk bronsmedaljör i tungvikt i boxning vid sommarspelen 1928 i Amsterdam.